# Петросян, Егише Артёмович
Егише Артёмович Петросян (1 января 1955, Ереван, Армянская ССР, СССР), армянский гитарист, певец, политический деятель, член партии Национально-Демократический Полюс.

## Биография
Егише Петросян родился в 1955 году в Ереване. В 1972—1981 годах учился в Ереванском политехническом институте, в 1975—1977 годах служил в Советской Армии. В 1984—1986 годах продолжил обучение на факультете композиции Московского университета искусств. В 1969 году был одним из основателей группы «Ардзаганк», в 1990 году — студии «Ардзаганк». В 1992 году вместе с певцом, композитором Артаваздом Баятяном основал продюсерский центр «Ардзаганк», в 1996 году радиостанцию «Ардзаганк» (в 2003 году радиостанция удостоена премии «Лучшая развлекательная радиостанция Армении»). В 1999—2004 годах был автором ежегодного проекта «Ардзаганк шоу», а также телепроекта «Премьера». Гастролировал во многих городах Армении, СССР, Европы, США, участвовал во многих международных музыкальных фестивалях .

## Награды
- «Золотой Камертон», 1984 год.
- «Песня друга», 1985 г.
- «Асуп», 1994 г.
- Лауреат Всеармянского конкурса-фестиваля песни «Крунк» (дипломант (совместно с Артаваздом Баятяном), 2000—2002 гг.)